# Зимові Олімпійські ігри 1968
Зимо́ві Олімпі́йські і́гри 1968 або X Зи́мові Олімпі́йські і́гри — міжнародне спортивне змагання із зимових видів спорту, яке проходило під егідою Міжнародного олімпійського комітету у місті Гренобль (Франція) з 6 по 18 лютого 1968 року.
У цих іграх взяли участь 1158 спортсменів із 37 країн, із них чоловіків — 947, жінок — 211. Було розіграно 35 комплектів нагород у 6 видах спорту. У них уперше взяли участь представники Марокко, а спортсмени НДР і ФРН, які становили в 1956–1964 роках Об'єднану німецьку команду, виступали самостійними командами.
Найбільше медалей завоювали спортсмени Норвегії, які успішно виступили в змаганнях ковзанярів та лижників (гонки і стрибки з трампліна). Команда СРСР завоювала на одну (золоту) медаль менше. Краще за інших виступили італійські бобслеїсти, радянські біатлоністи і хокеїсти, шведські лижниці, французькі гірськолижники (і чоловіки, і жінки), саночники з НДР, американські фігуристи.
Офіційно X зимові Олімпійські ігри відкрив президент Франції Шарль де Голль.

## Вибір місця проведення
30 грудня 1960 року керівництво Національного олімпійського комітету Франції офіційно інформувало Президента Міжнародного олімпійського комітету (МОК) Евері Брандеджа про готовність Гренобля до проведення ігор, подавши заявку до Виконавчого комітету МОК. Було враховано, що сам Гренобль лежить у тій географічній зоні, де немає гористої місцевості, що забезпечує якісне проведення змагань з ряду олімпійських дисциплін, і тому було запропоновано використовувати інфраструктуру кількох курортних містечок навколо Гренобля. Відповідно до цього склали проєкт, який схвалив уряд Франції і в 1962 році його передали керівництву.
У лютому 1963 року в Лозанні (Швейцарія) відбулася зустріч представників Міжнародних спортивних федерацій і Виконавчого комітету МОК. У травні 1963 року відбулася ще одна зустріч в Афінах (Греція) під час роботи Конгресу Міжнародної спортивної федерації лижного спорту.
На 60-й сесії МОК, яка проходила з 14 по 20 жовтня 1963 року в Баден-Бадені (ФРН), було визначено місце проведення XIX літніх Олімпійських ігор 1968 року — Мехіко (Мексика) — серед чотирьох претендентів.
А на 61-й сесії засідання МОК, яка проходила з 25 по 28 січня 1964 року в Інсбруку (Австрія), на порядку денному було питання про вибір міста-організатора серед шести кандидатів: Калгарі (Канада); Гренобль (Франція); Лахті (Фінляндія); Лейк-Плесід (США); Осло (Норвегія); Саппоро (Японія).
У підсумку голосування отримано такі результати:
|             | 1. Раунд | 2. Раунд | 3. Раунд |
| ----------- | -------- | -------- | -------- |
| Гренобль    | 15       | 18       | 27       |
| Калгарі     | 12       | 19       | 24       |
| Лахті       | 11       | 14       |          |
| Саппоро     | 6        |          |          |
| Осло        | 4        |          |          |
| Лейк-Плесід | 3        |          |          |

28 січня 1964 року Гренобль було затверджено як місто-організатор X зимових Олімпійських ігор 1968 року.

## Організація
Вибір Гренобля як міста-організатора Олімпійських ігор був зроблений відповідно до пункту Олімпійських правил 51 (1 Закон від липня 1901 року).
НОК Франції після рішення МОК розпочав формувати Організаційний комітет Олімпійських ігор (ОКОІ). Загалом до підготовки до Ігор крім НОК і ОКОІ, були залучені дві французькі Федерації зимових видів спорту та мерія міста Гренобля за всілякої підтримки фінансових інститутів державних органів влади.
З метою координації дій, які забезпечують підготовку до Ігор, було проведено ряд нарад:
- 16 лютого, 25 травня, 12 жовтня 1965 року;
- 7 липня 1966 року;
- 2 січня і 13 грудня 1967 року.

У них взяли участь 340 учасників загальних зборів.
До 7 липня 1966 року Рада директорів спочатку складалась із 39 учасників, а саме:
- 19 осіб за посадою, з них президент НОК Франції Жан де Бомон, два члени МОК (представники Франції), чотири члени Генеральної Ради, чотири члени Міської ради Гренобля, вісім членів Муніципалітетів курортних міст, що забезпечують підтримку місту-організатору Ігор;
- 20 учасників були обрані таємним голосуванням учасників Загальних зборів.

Згодом членом Ради директорів, які призначаються за посадою, став представник Правління міста-курорту, яке забезпечувало будівництво 90-метрового трампліна.
Для координації дій членів Організаційного комітету з підготовки до Олімпійських ігор Рада директорів провела 9 нарад:
- 3 листопада 1964 року, 22 квітня, 6 липня 1965 року;
- 25 січня, 14 квітня, 7 липня 1966 року;
- 11 січня, 28 червня, 29 листопада 1967 року.

У 1967 році Рада директорів була реорганізована у Виконавчий комітет до складу якого увійшли[джерело?]:
Управління:
- Президент — Альбер Мішаллон;
- Віце-президенти (5) — Рауль Арден, Роже Женен, Моріс Глезе, Моріс Мартель, Філіпп Потен;
- Казначей — Жан Дюссоль;
- Секретар — П'єр Бруно.

Структурні підрозділи (відділи):
- Технічний відділ;
- Адміністративний відділ;
- Відділ логістики.

## Символи
Емблема
На емблемі X зимових Олімпійських ігор зображена сніжинка, яка розташована між трьох троянд, символу міста Гренобль, а також на емблемі намальовані 5 однотонних Олімпійських кілець. По колу емблеми напис французькою мовою: «X JEUX OLYMPIQUES D'HIVER — GRENOBLE 1968» (укр. «X Зимові Олімпійські Ігри — Гренобль 1968»).
Плакат
Плакат з нагоди Олімпійських ігор в Греноблі створив Жан Бріан. Розмір плаката 96х62 см. Тираж примірників — 170000 тисяч.
Талісман
Неофіційним талісманом Олімпійських ігор став персонаж на ім'я «Schuss». Персонаж був зображений на лижах.

## Олімпійські об'єкти

### Олімпійська чаша
При підготовці до Олімпійських ігор НОК Франції та Організаційний комітет Олімпійських ігор (ОКОІ) Гренобля приділяв велику увагу проєктуванню і будівництву Олімпійських об'єктів.
У цілому це був архітектурний ансамбль, основними елементами якого були Олімпійський центр, Олімпійське селище, Прес-центр, стадіони (арени) і траси для проведення змагань з біатлону, лижного спорту, гірськолижного спорту, санного спорту, ковзанярського спорту, стрибків з трампліну, бобслею та хокею із шайбою.
Головним спортивним об'єктом була арена Центрального олімпійського стадіону, одним з елементів якого була Олімпійська чаша, створена за проєктом архітекторів Парижа. Установка Олімпійської чаші на головній спортивній арені стадіону почалася 17 грудня 1967 року. Вона була виконана з алюмінію, основою якої послужила складна конструкція — багатоелементна висока вежа. Відстань від входу арени до підстави чаші становила 300 метрів (96 сходинок), а її ширина — 3,5 метра. Вага Олімпійської чаші становила 550 кг, основний її діаметр — 3 метри, а з урахуванням покриття листовим металом діаметр був збільшений до 4 метрів. Діаметр основного сопла — 1 метр, а його висота — 2 метри. Число газових пальників — 70 штук. Резервуар для зберігання газу розрахований на 1,75 тонн.
Для будівництва чаші і забезпечення подачі газу необхідно було встановити тільки 60000 м труб, і при цьому використовувати значне число гумових з'єднань і більше 600000 різних елементів кріплення. Для забезпечення системи освітлення стадіону знадобилося 3000 м кабелю.
На Олімпійському стадіоні було також встановлено 30-метрову щоглу, на якій згодом підняли Олімпійський прапор. Розміри прапора — 6 х 9 метрів. По периметру стадіону були встановлені флагштоки, на яких розміщувалися Державні прапори країн-учасниць X зимових Олімпійських ігор 1968 в Греноблі.
У містах-курортах Франції, в яких проходила факельна естафета, були встановлені мініатюрні копії Олімпійської чаші. Їх висота становила 1,2 м, діаметр — 0,8 метра, число газових пальників — 8. Олімпійський вогонь у цих мініатюрних чашах горів протягом 13 днів. Цей період дорівнює кількості днів протягом яких проходили X зимові Олімпійські ігри 1968 року.

### Льодова Олімпійська арена
У вересні 1964 року в парку Поля Містраля почалось будівництво Олімпійської льодової арени Гренобля. У розробці проєкту цього олімпійського об'єкта брали участь провідні архітектори Робер Демартіні і П'єр Жунійон, які використовували ті самі архітектурні принципи, що і при будівництві таких об'єктів як «C.N.I.T.» і Туринський палац спортивних змагань.
Зовні конструкція у вигляді раковини, виготовлена з бетону, алюмінію, дерева і скла, усередині якої проходять кабелі і труби, верхня окрема раковина, має повітряну подушку. Арки, виготовлені із складових секцій, спираються на чотири колони, висота яких сягає 24 метрів, і абсолютно незалежні від установки трибун або фасаду. Повна висота кесона, сформованого двома раковинами, становить 1,3 метра. Товщина бетонних раковин — мінімум 6 см. Повна площа покриття становить 12000 м².
На цьому стадіоні планувалося проведення змагань з ковзанярського спорту, фігурного катання та хокею із шайбою. Для цього необхідно було створити крижану ковзанку 30 х 60 м (для змагань з хокею із шайбою) і 30 х 112 м (для змагань з фігурного катання), по периметру якого повинні були проходити 400-метрові доріжки (із 112-метровими доріжками, внутрішнім радіусом півкола — 25 м, і шириною доріжок — 14 м)[джерело?].
Ця арена повинна була розширити можливості вже існуючої ковзанки, і таким чином мав з'явитися спортивний комплекс, який б забезпечив проведення змагань з трьох видів спорту програми зимових Олімпійських ігор. Загальна площа льодової поверхні становить майже 14000 м². Загальна місткість трибун — 11000—12000 місць. Різні приміщення, які вміщував цей комплекс, призначалися для:
- хокеїстів і ковзанярів (роздягальні, туалети, масажні кімнати, офіси та кімнати для суддів, рефері та комісій);
- адміністрації (офіси та приміщення для всіх рівнів технічного персоналу, хронометристів та телебачення, а також поліції і поштове відділення і т. д.);
- розміщення технічних установок.

Будівництво арени було завершене восени 1967 року, якраз напередодні проведення Міжнародного спортивного тижня, протягом якого проводилися змагання із ковзанярського спорту та хокею із шайбою. Всі організаційно-технічні проблеми, які виникали, успішно вирішувалися спільно на засіданнях Міжнародної і Національної спортивних федераціях із ковзанярського спорту та хокею. На цих засіданнях постійно були присутні представники Організаційного комітету Гренобля.

### Бігові доріжки для ковзанярського спорту
У період з лютого по листопад 1966 року були побудовані відкриті бігові доріжки для ковзанярського спорту, поряд з Центральним стадіоном і Льодовою ареною, являючи собою архітектурний ансамбль спортивних об'єктів. У січні 1967 року там вже проходили змагання під час Міжнародного спортивного тижня у Греноблі.
На цих доріжках планувалося проведення змагань з ковзанярського спорту та фігурного катання. Для цього необхідно було створити ковзанку 30 х 112 м (для змагань з фігурного катання), по периметру якого повинні були проходити 400-метрові доріжки (зі 112-метровими доріжками, внутрішнім радіусом півкола 25 м, і шириною доріжок — 14 м). Загальна місткість трибун для глядачів — 2500 місць, під якими були розташовані офіси, роздягальні, медпункт, бари і кафе[джерело?].

### Муніципальна ковзанка
Муніципальна ковзанка, яку відкрили 23 вересня 1963 року, в січні 1964 року стала місцем проведення чемпіонату Європи з фігурного катання. Під час Олімпійських ігор тут пройшов турнір з хокею із шайбою.
Сам зал має три головні елементи — ковзанка, трибуни, а також спеціальні приміщення (офіси, роздягальні, медпункт, бари і кафе, тренувальні зали та роздягальні). Загальна місткість трибун для глядачів — 2500 місць, для почесних гостей, офіційних осіб і преси — 700 місць.

### Траси для лижних перегонів
З вересня 1964 року до червня 1966 року підкомісія з підготовки та організації змагань з лижного спорту та біатлону, яка входила до складу Міжнародної федерації лижного спорту працювала над проєктом і створенням трас для проведення змагань з лижних перегонів на різних дистанціях.
Було розроблено повні профілі трас на дистанції — 15, 30, 50 км та естафети 4х10 км. За результатами національних чемпіонатів Франції ввели зміни в профілі трас, а саме:
- ліквідовані ділянки траси з обмерзанням;
- змінені ділянки траси із значними перепадами висот;
- траса на 30 км складалась з трьох 10 км кіл;
- повністю змінена друга частина траси на 15 км;
- встановлені спеціальні огорожі, пункти контролю і медичні пункти на всіх трасах;
- змінена інфраструктура лижного стадіону (зручніше було розташовано інформаційне табло і електронний таймер, визначені ділянки старту і фінішу, побудовані пішохідні містки, що виключають перетин лижної траси, і додатково ряд спеціальних приміщень — для телефонної системи передачі інформації з траси про результати перегонів і стрільб), а також покращено його художнє оформлення.

З травня 1965 почалися будівельні роботи по створенню лижної траси для дистанції на 50 км, а також стадіонів для біатлону і лижних перегонів. Впродовж літа 1965 року завершили розмітку трас для лижних перегонів для дистанцій на 15, 30 км і для проведення естафети 4х10км. Різний ландшафт дозволяв зберегти природність траси.
За результатами проведення національних чемпіонатів з лижного спорту та біатлону були виявлені деякі недоліки в профілі різних трас, у яких були занадто круті і затяжні підйоми, а також деякі з цих ділянок мали обмерзання. Влітку 1966 року були проведені роботи з реконструкції цих трас. Це дозволило провести національні чемпіонати 1967 року на якісніших трасах лижного спорту і біатлону.
На дистанціях 5,10, 15 і 30 км, а також і естафеті для забезпечення змагань у жіночому розряді поклали штучний сніг, а ширина траси становила 2 м. Ряд ділянок на деяких трасах використали для проведення змагань на різні дистанції. Крім того, на всіх трасах були встановлені пункти контролю проходження траси і медичні пункти (через кожні 5 км), а також і пішохідні мости. Все це в цілому забезпечило максимальну безпеку трас.
Представники МОК і Міжнародної федерації лижного спорту у своїх звітах дали позитивні відгуки про підготовку стадіонів і трас до проведення змагань під час X зимових Олімпійських ігор.

### Траса гірськолижного спорту

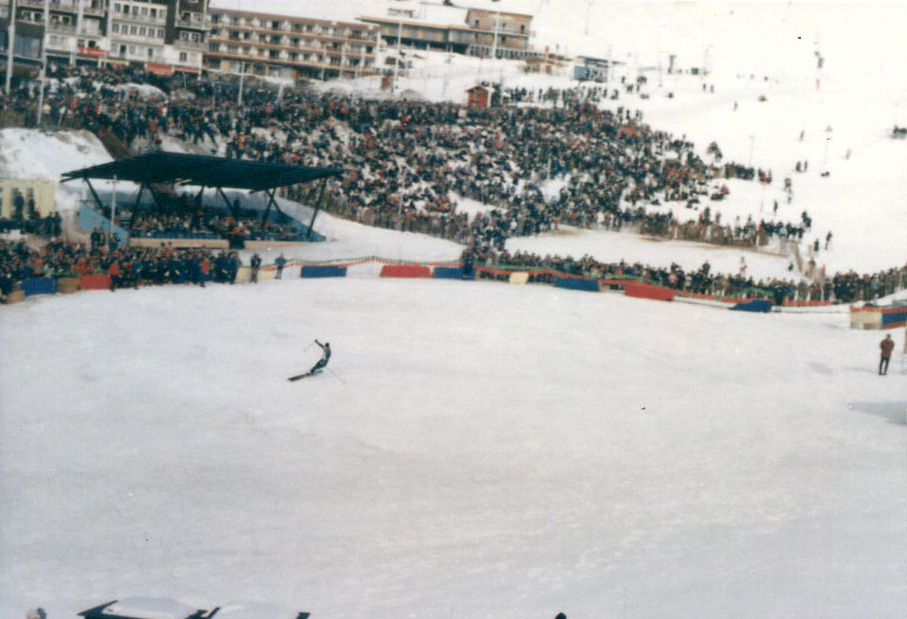
Спуск французького гірськолижника Жана-Клода Кіллі
(Шамрусс, 11 лютого 1968)

Більше року топографи і технічний персонал Організаційного комітету проводили дослідження гірських схилів, на яких за розрахунками організаторів X зимових Олімпійських ігор необхідно було побудувати спортивні об'єкти для забезпечення проведення змагань з різних видів спорту Олімпійської програми і зокрема трас гірськолижного спорту.
У липні 1965 року почалися будівельні роботи безпосередньо на цих схилах. 1966 року при проведенні національних чемпіонатів Франції пройшли перші випробування цих трас. За результатами випробувань протягом 1967 року провели реконструкцію деяких з цих трас.
На заключному етапі реконструкції гірськолижних трас (у період з грудня 1967 по січень 1968 року), яка проводилась у важких кліматичних умовах (сильний вітер, снігопад, хуртовини) було залучено до робіт від 2325 до 10850 людей[джерело?]. На трасах гірськолижного спорту всі роботи з їхньої реконструкції були завершені до 2 лютого 1968 року. Витрати на проведення цих робіт (реконструкція трас, установка підйомників і канатних доріг) склали 4,6 млн франків.
Таким чином, до початку Ігор, в повному обсязі були виконані вимоги МОК і Міжнародної федерації лижного спорту з підготовки цих трас. Також були виконані всі роботи і підготовки всієї інфраструктури цих об'єктів в цілому. Це стосувалося і готельного комплексу та медичного центру та елементів сфери обслуговування.
Відповідно до загальних вимог підкомісії щодо забезпечення змагань з гірськолижного спорту, яка представляє Міжнародну федерацію лижного спорту, траси повинні були мати такі характеристики:
- Старт — 2775 м над рівнем моря
- Фініш — 1860 м над рівнем моря
- Перепад висот — 915 м
- Довжина траси — 3600 м

Кути нахилу:
- Максимальний — 48%
- Середній — 24%
- Мінімальний — 11%

Фактичні характеристики трас:
Швидкісний спуск (чоловіки)
- Старт — 2252 м над рівнем моря
- Фініш — 1412 м над рівнем моря
- Перепад висот — 840 м
- Довжина траси — 2890 м
- Кути нахилу — 11—65%

Швидкісний спуск (жінки)
- Старт — 2252 м над рівнем моря
- Фініш — 1650 м над рівнем моря
- Перепад висот — 602 м
- Довжина траси — 2160 м
- Кути нахилу — 7—57%

Слалом (чоловіки)
- Старт — 1827 м над рівнем моря
- Фініш — 1650 м над рівнем моря
- Перепад висот — 177 м
- Довжина траси — 520 м
- Кути нахилу — 14—60%

Слалом (жінки)
- Старт — 1806 м над рівнем моря
- Фініш — 1650 м над рівнем моря
- Перепад висот — 156 м
- Довжина траси — 420 м
- Кути нахилу — 14—60%
- Максимальний — 50%
- Середній — 28%
- Мінімальний — 7,5%

Гігантський слалом (чоловіки)
- Старт — 2090 м над рівнем моря
- Фініш — 1650 м над рівнем моря
- Перепад висот — 440 м
- Довжина траси — 1610 м
- Кути нахилу — 8—57%

Гігантський слалом (жінки)
- Старт — 2090 м над рівнем моря
- Фініш — 1650 м над рівнем моря
- Перепад висот — 440 м
- Довжина траси — 1650 м
- Кути нахилу — 9—59%

### Трампліни
При оцінці ландшафту і характеристик трамплінів технічна комісія дійшла висновку про те, що 70 і 90-метровий трампліни необхідно будувати в 18—20 км від Гренобля на різних схилах в передгір'ях Альп.

#### 70-метровий трамплін
Влітку року 1965 року почалася робота зі створенню трампліна. У результаті поряд з ним було створено 40-метровий тренувальний трамплін зі штучним покриттям. У секторі гальмування були встановлені трибуни для глядачів розрахованих на 40000 чоловік.
Природний профіль пагорба був дуже хороший, що деякою мірою спростило роботу з установки трампліна. 1966 року пройшли випробування трампліна під час національного чемпіонату Франції.
Інфраструктура 70-метрового трампліна включає в себе цілий комплекс технічних споруд, а саме: приміщення суддівської колегії, яке розташоване на 22 метровій висоті, обчислювальний центр, місця розташування представників преси, центр телефонного зв'язку, а також об'єкти технічного забезпечення (сигнальні візуальна і звукова системи, підйомник, система водопостачання, електростанції та ін.).
Оскільки погода була дуже нестійкою, то з метою безпеки проведення змагань зі стрибків з трампліну технічний персонал зі складу Організаційного комітету Олімпійських ігор (ОКОІ) та армійські підрозділи Бригади альпійських військ забезпечили підвіз великого обсягу (від 300 до 1000 кубічних метрів) снігу до трампліна. Таким чином, трамплін підтримувався у відмінному стані, і відповідно було забезпечено 350—400 безпечних стрибків щодня.

#### 90-метровий трамплін
При розробці конструкції 90-метрового трампліна було створено оригінальний проєкт, який в результаті дозволив завершити роботу в дуже стислі терміни (липень 1966—січень 1967 року) і здати трамплін в експлуатацію для проведення випробувань.
На ділянці відриву від трампліна було встановлено 7-метрову плиту, яка створювала враження невагомості, підкреслене довжиною зльоту, яка вперше з'явилася на таких об'єктах і мала форму виступу. Всього в конструкції трампліна було використано 7 платформ. Висота вежі для підйому на трамплін сягала понад 20 м. Зовні споруда мала витончений вигляд. Найважча частина конструкції важила 3,85 тонни, а середня вага блоків близько 2,5 тонн. Для безпечного доступу до трибун і вежі були збудовані підземні тунелі.
У період з липня 1966 року по січень 1967 за любої погоди (дощ, сніг, сильний вітер) роботи велися цілодобово. За цей час було розроблено 300000 м³ ґрунту і більше 2000 м³ снігу[джерело?], також проводилися і вибухові роботи.
У період з 15 січня до 6 лютого 1968 року було проведено кілька сотень контрольних стрибків. Випробування показали, що технічні характеристики відповідають всім нормам, які пред'являються до таких об'єктів. Дальність стрибків коливалася в діапазоні 95—112 м.
Для почесних гостей і роботи представників преси на південному схилі трампліна були встановлені спеціальні трибуни на 2000 місць, а для глядачів — на 40000—50000 місць.
Інфраструктура 90-метрового трампліна мала аналогічні споруди 70-метрового трампліна.

### Траса бобслею
Влітку 1965 року Організаційний комітет Олімпійських ігор (ОКОІ) ухвалив рішення побудувати трасу бобслею в передгір'ях Альп за 65 км від Гренобля. У жовтні 1966 року Президенти і члени Міжнародної федерації бобслею ознайомилися і оглянули ділянки місцевості, на яких проходило будівництво трас для проведення змагань з бобслею. Було ухвалено рішення дещо змінити профіль траси.
Будівництво траси тривало протягом 1966—1967 років. Інфраструктура цього об'єкту була аналогічною трасі санного спорту. Уздовж траси було передбачено прохід для техніки і глядачів.
В цілому за цей період було розроблено 110000 м³ ґрунту і більше 2000 м³ бетону, оброблено 7000 тонн матеріалів (365 опор, вагою близько 3 тонн кожна, 6200 елементів перекриття, що становлять 420 секцій, товщина яких 7 см, а загальна довжина перевищувала 10 км)[джерело?].
Дистанція траси мала 4 характерні ділянки з 13 віражами і лабіринтом:
- Старт — 2030 м над рівнем моря
- Фініш — 1890 м над рівнем моря
- Перепад висот — 140 м
- Довжина траси — 1500 м
- Ширина траси — 4 м
- Кути нахилу — 5,7—14,2%
- Радіус кривизни віражів — 24—124 м

На трасі було передбачено систему освітлення та звукову систему, яка складається з 45 динаміків. Було встановлено і автономний внутрішній телефонний зв'язок, який з'єднував 9 нерухомих точок, розташованих на віражах, на старті і фініші, а також в парку підготовки бобслею. Загальна вартість цих робіт склала 5500000 франків.
Розміщення траси на північних схилах передгір'їв Альп забезпечило її захист від південних вітрів, тим самим, зберігши високу якість траси. Випробування траси пройшли під час чемпіонату світу з бобслею в 1967 році.

### Траса санного спорту
Трасу санного спорту почали будувати влітку 1965 року і завершили наприкінці 1966 року. Усі проєктні та будівельні роботи проводилися під безпосереднім керівництвом Міжнародних, національних спортивних організацій та Організаційного комітету олімпійських ігор (ОКОІ).
Цей спортивний об'єкт мав інфраструктуру, яка відповідала всім сучасним вимогам. Були приміщення для роботи суддівської колегії, підготовки до старту і відпочинку спортсменів, а також медичний пункт, а також ряд допоміжних приміщень. На трасі було забезпечено телефонний зв'язок з 3 контрольно-диспетчерськими пунктами, на яких були встановлені системи хронометражу проходження дистанції. У точках старту і фінішу, а також на трасі перебувала спеціальні світлова та звукова система сигналізації, і система освітлення.
Дистанція траси мала 5 характерних ділянок з 6 віражами і лабіринтом:
- Старт — 1110 м над рівнем моря
- Фініш — 1000 м над рівнем моря
- Перепад висот — 110 м
- Довжина траси — 1000 м
- Кути нахилу — від 1 до 18,62%

## Медалі, дипломи і значки

### Медалі
Вперше в історії Олімпійських ігор, розробили окрему медаль для кожного виду спорту. Проєкт медалі розробив Роджер Екскоффон.
На лицьовій стороні медалі в центрі зображений сніжний кристал, під ним 5 олімпійських кілець і напис французькою мовою: GRENOBLE 1968 (Гренобль, 1968). Нижче — три сніжинки. По колу напис французькою мовою: X JEUX OLYMPIQUES D'HIVER (X Зимові Олімпійські ігри). Медаль має спеціальний тримач прямокутної форми, через який протягнута кольорова стрічка.
На зворотному боці зображена піктограма виду спорту, в якому розіграна медаль. Залежно від виду спорту змінювалося зображення на зворотному боці. У нижній частині подано назву виду спорту олімпійської програми, за перемогу в якому призначалася нагорода. Такі медалі за проєктом Роджера Екскоффона було важко виготовити через складнощі з нанесенням піктограми виду спорту на зворотному боці медалі, які розробив той же самий художник. Для цього необхідне було використання фотографічного відтворення на сталі, яка витравлювалась в кислоті. З цим завданням впорався монетний двір Парижа.
Відповідно до пункту 43 з Олімпійських правил, медалі для перших і других місць були виготовлені із срібла 925 проби. Медаль для першого місця була позолочена 6-ма грамами чистого золота.
Діаметр медалей склав 50 мм, товщина — 3 мм. Стрічка Олімпійських квітів проходила через золоте, срібне або бронзове кільце.

### Дипломи
Для X зимових Олімпійських ігор було розроблено два варіанти диплома.
Перший варіант диплома вручався спортсменам, які посіли 1—6 місця в різних видах змагань. На дипломах переможців слова «GRENOBLE 1968 X JEUR OLYMPIQUES D'HIVER», і Олімпійський девіз «Citius, Altius, Fortius» оточують емблему відтворену у полегшеному виконанні. У центрі золотими літерами написане слово «DIPLOM».
Ці дипломи були надруковані на кремовому папері церковного апеляційного суду розміром 440 x 320 мм і були представлені в трубах різних кольорів з рельєфною золотистою емблемою.
Другий варіант диплома — ювілейний диплом, який вручався всім спортсменам і тим, хто брав безпосередню участь в організації та проведенні Ігор.
Ювілейний диплом відтворив емблему Ігор в оригінальних кольорах і був майже таким же як і диплом переможців.
У загальній кількості 18000 дипломів були надруковані на папері розміром 440 x 320 мм і були вручені всім чиновникам, конкурентам, журналістам і учасникам Х зимових Олімпійських ігор 1968.

### Пам'ятні медалі
Для X зимових Олімпійських ігор розробили пам'ятну олімпійську медаль.
На лицьовій стороні медалі зображено профіль спортсмена. На поверхні медалі намальовано стилізовані крижані узори. Підпис французькою мовою: J. M. COEFFIN (Дж. М. Коеффін).
На зворотній стороні — зображення панорами Гренобля і напис: GRENOBLE 1968 X JEUR OLYMPIQUES D'HIVER (Гренобль, 1968, X Зимові Олімпійські ігри), а також емблема Ігор.
Карбування, бронза, діаметр — 65 мм. На ребрі напис: 1967 BRONZE (1967, бронза).

### Офіційний значок
Офіційні значки призначалися для кількох категорій. Головним художнім елементом емблеми значка є стилізований сніжний кристал, обрамлений трьома червоними трояндами і п’ять переплетених кілець. Композиція розташована на блакитному фоні і зовнішнім виглядом нагадує поштову марку. Вона повторюється на всіх офіційних значках. Відмінність полягає в кольорі емалі, яка обрамляє центральний сюжет, а також у формі піктограм. Наприклад, значок для членів делегації має блакитну основу, значок для членів суддівської колегії моркв’яного кольору, для преси жовтий. Усі варіанти значків мають різну форму.
На зворотному боці значка напис французькою мовою: ARTHUS BERTRAND PARIS (Артю Бертран, Париж). Розмір значка — 41 х 37 мм.
Значок, який ознаменовує Х зимові Олімпійські ігри, його розробила пані Ж.-М. Куффен.

## Факельна естафета

### Естафета

Прибуття Олімпійського вогню до Парижу. Факелоносець — Ален Мімун
(Орлі, Франція, 19 грудня 1967)

9 травня 1967 року в Тегерані, МОК схвалив попередній план маршруту факельної естафети, запропонований Організаційним комітетом олімпійських ігор (ОКОІ).
Це рішення було дуже важким, оскільки, раніше, маршрут факельної естафети не був настільки довготривалим — більше 45 діб (16 грудня 1967 — 6 лютого 1968 року), а довжина склала більше 7300 м.
Детальніший план траси розробляли у період з 2-ї половини травня до кінця вересня 1967 року.
Початок факельної естафети був драматичним, оскільки їй загрожувала небезпека державного перевороту в Греції від 13 грудня 1967 року. Французька делегація, яка повинна була відбути до Афін у четвер 14 грудня, змушена була відкласти свій від'їзд до наступного дня.
До складу делегації входили президент, віце-президент, казначей ОКОІ і перший помічник мера Гренобля. Два інших віце-президенти також взяли участь у церемоніях запалення Олімпійського вогню в Олімпії в суботу 16 грудня 1967 року.
Почалася факельна естафета 16 грудня 1967 рухом атлетів з Олімпії до Афін. 18 грудня естафета прибула в Афіни. О 12 годині 30 хвилин 19 грудня 1967 року Олімпійський вогонь доставили літаком Boeing 707 авіакомпанії «Air France» в аеропорт Орлі (Франція).
На всій дистанції було передбачено 50 зупинок, проходження факельної естафети по 170 містах. По всій довжині траси 3500 м атлети долали пішки, 1600 м — на лижах, 1900 м — з використанням різних технічних засобів (літак, вертоліт, автомобіль, велосипед, човен і акваланг), 300 км — верхи на конях. Всього в естафеті взяли участь 5000 спортсменів, а їхній ескорт склали 80000 людей. На маршруті естафети була постійна група супроводу — 25 чоловік і 12 машин. За цією подією спостерігали більше 2 мільйонів глядачів.
Найпримітнішими моментами на дистанції факельної естафети були зупинки на стадіоні імені П'єра де Кубертена, біля пам'ятника Невідомому солдату, в Олімпійському палаці і на площі біля Ратуші. Першою зупинкою (без подальшого руху естафети в нічний час) була зупинка в Національному інституті спорту.
Найскладнішими ділянками на маршруті факельної естафети були ділянки, коли факелоносці долали дистанцію під час сніжної заметілі. Складним був і етап, коли перенесення Олімпійського факела проводилось водолазом в морському порту Марселя. Найстарішому факелоносцеві було 75 років, а наймолодшому — 7 років.
Коли факельна естафета прибула з Корсики морським шляхом у Тулон, то її прибуття, вітали сирени всіх судів, які знаходились в порту, і супроводжувалося ескортом з 1100 спортсменів.
У другій половині дня 6 лютого 1968 року факельна естафета прибула до Гренобля. Останнім факелоносцем був французький фігурист Ален Кальма. Він, подолавши дистанцію в 95 сходинок, піднявся до Олімпійської чаші і рівно в 16 годині 10 хвилин запалив вогонь в Олімпійській чаші Центрального стадіону Гренобля.
Преса та місцеве телебачення приділили велику увагу факельній естафеті. У різних періодичних виданнях було надруковано понад 60000 рядків тексту і опубліковано 1500 фотографій. Тривалість радіо- і телепередач перевищувала 5 годин.

### Факел
На прохання представників Організаційного комітету Олімпійських ігор (ОКОІ) Гренобля кілька французьких фірм займалися розробкою проєкту факела, постачанням обладнання та газу для забезпечення факельної естафети (більше 150 осіб технічного персоналу).
Факел був виготовлений із листової міді і мав спеціальне обрамлення, а також на ньому містився напис: кільця «Гренобль 1968» та Олімпійські. Факел мав вагу — 1,75 кг, його висота становила 70 см, а вага газу — 280 г, що забезпечувало режим його безперервного горіння більше 2 годин. Загальна витрата палива склала 75 тонн.
Всього було виготовлено 33 факела, які використали під час факельної естафети на території Франції — для повторного запалювання і під час періодів перельоту на літаках і транспортуванні морським шляхом, а також й на інших етапах.

## Церемонія відкриття
На церемонію відкриття Олімпійських ігор прибув президент Франції Шарль де Голль. Був виконаний державний гімн Франції — «Марсельєза». Під звуки тріумфального маршу 1500 спортсменів із 50 країн пройшли в парадних колонах, на чолі зі прапороносцями, уздовж трибуни для почесних гостей і вишикувалися на майданчику вздовж трибун.
Після вступної промови президента Організаційного комітету олімпійських ігор (ОКОІ), президент МОК Евері Брандедж звернувся з проханням до президента Франції про відкриття Ігор. Після оголошення, зробленого президентом Франції, відбулася передача прапора МОК мером Інсбрука президенту МОК і проведено його підйом на центральному флагштоку стадіону. Згідно з Олімпійською хартією, Олімпійська клятва вимовляється спортсменом тієї країни, де проводяться чергові Олімпійські ігри, з трибуни встановленої на полі Олімпійського стадіону, біля прапора своєї країни. Честі вимовити Олімпійську клятву був удостоєний один з видатних спортсменів. На відкритті цих ігор клятву вимовив Лео Лакруа (гірськолижний спорт). Починаючи з 1968 року МОК, за пропозицією Олімпійського комітету СРСР, включив в церемонію відкриття Олімпійських ігор також Олімпійську клятву суддів, яку, після Олімпійської клятви спортсменів, вимовляє суддя-представник тієї країни, де проводяться Олімпійські ігри.
Останнім учасником факельної естафети був французький фігурист Ален Кальма, який і запалив вогонь в Олімпійській чаші. У небі над стадіоном, виконуючи фігури вищого пілотажу, пілоти зобразили фігуру з п'яти переплетених кілець, використовуючи спеціальні димові шашки, одного із символів Олімпійських ігор.

## Країни-учасниці
У X зимових Олімпійських іграх 1968 року взяли участь спортсмени із 37 країн. Всього взяло участь — 1158 атлетів, із них: чоловіків — 947, жінок — 211.
Було розіграно 35 комплектів нагород у 6 видах спорту. Вперше взяли участь у ЗОІ представники Марокко; спортсмени НДР і ФРН, які складали у 1956—1964 роках Об'єднану німецьку команду, виступили самостійними командами.
| Європа (878)                                                                                                 | Європа (878) | Європа (878) |
| --- | --- | --- |
| - Болгарія (6) - Данія (3) - ФРН (75) - НДР (57) - Фінляндія (52) - Франція (88) - Греція (3) - Ісландія (4) | - Італія (47) - Югославія (30) - Ліхтенштейн (9) - Нідерланди (9) - Норвегія (66) - Австрія (76) - Польща (31) - Румунія (30) | - Швеція (68) - Швейцарія (34) - СРСР (86) - Іспанія (18) - Чехословаччина (48) - Угорщина (10) - Велика Британія (38) |
| Америка (174)                                                                                                | | |
| - Аргентина (5) - Чилі (4)                                                                                   | - Канада (70) | - США (95) |
| Азія (95) | | |
| - Індія (1) - Іран (4) - Японія (61)                                                                         | - Ліван (3) - Монголія (7) | - Південна Корея (8) - Туреччина (11)                                                                                  |
| Африка (5)                                                                                                   | | |
| - Марокко (5)                                                                                                | | |
| Океанія (9)                                                                                                  | | |
| - Австралія (3)                                                                                              | - Нова Зеландія (6) | |
| (У дужках: кількість спортсменів-учасників)                                                                  | | |

## Календар змагань
[джерело?]
| Церемонія відкриття  |   |   |   |   |   |   |    |    |    |    |    |    |    |    |    |
| Бобслей              |   |   |   |   |   |   |    | •  |    |    |    |    |    | •  |    |
| Біатлон              |   |   |   |   |   |   |    |    | •  |    |    | •  |    |    |    |
| Хокей із шайбою      |   |   |   |   |   |   |    |    |    |    |    |    |    | •  |    |
| Фігурне катання      |   |   |   |   |   |   | •  |    |    |    | •  |    | •  |    |    |
| Ковзанярський спорт  |   |   |   |   |   | • | •  | •  | •  |    | •  | •  | •  | •  |    |
| Санний спорт         |   |   |   |   |   |   |    |    |    | •  |    |    |    |    | •  |
| Гірськолижний спорт  |   |   |   |   |   | • | •  |    | •  | •  |    | •  |    | •  |    |
| Північні дисципліни  |   |   |   | • |   | • | •  | •  | •  | •  | •  |    | •  | •  | •  |
| Церемонія закриття   |   |   |   |   |   |   |    |    |    |    |    |    |    |    |    |
| Лютий                | 4 | 5 | 6 | 7 | 8 | 9 | 10 | 11 | 12 | 13 | 14 | 15 | 16 | 17 | 18 |
| • = Вручення маделей |   |   |   |   |   |   |    |    |    |    |    |    |    |    |    |

## Програма змагань
Бобслей
- Чоловіки — Двомісний екіпаж, Чотиримісний екіпаж

Санний спорт
- Чоловіки — Двомісні сани, Одномісні сани
- Жінки — Одномісні сани

Гірськолижний спорт
- Чоловіки — Швидкісний спуск, слалом, гігантський слалом
- Жінки — Швидкісний спуск, слалом, гігантський слалом

Лижне двоборство
- Чоловіки — Перегони 15 км, Трамплін 70 м

Лижні перегони
- Чоловіки — Перегони 30 км, Короткі перегони 15 км, Марафон 50 км, Естафета 4х10 км
- Жінки — Короткі перегони 10 км, Короткі перегони 5 км, Естафета 3х5 км

Стрибки на лижах з трампліна
- Чоловіки — Трамплін 70 м, Стрибки на лижах з трампліна

Біатлон
- Чоловіки — Перегони 20 км, Біатлон

Хокей із шайбою
- Чоловіки — Командна першість

Ковзанярський спорт
- Чоловіки — Дистанція 10000 м, Дистанція 1500 м, Дистанція 500 м, Дистанція 5000 м
- Жінки — Дистанція 1000 м, Дистанція 1500 м, Дистанція 3000 м, Дистанція 500 м

Фігурне катання
- Чоловіки — Одиночне катання
- Жінки — Одиночне катання
- Мікс — Спортивні пари

примітка
|  | = виділені кольором дисципліни — вперше представлені на Олімпійських іграх. |

## Медальний залік
Найбільше медалей завоювали спортсмени Норвегії, які успішно виступили в змаганнях ковзанярів та лижників (перегони і стрибки з трампліна). Команда СРСР (74 спортсмена із 25 міст та населених пунктів 5 союзних республік) завоювала на одну (золоту) медаль менше. Краще за інших виступили італійські бобслеїсти, радянські біатлоністи і хокеїсти, шведські лижниці, французькі гірськолижники (і чоловіки, і жінки), саночники з НДР, американські фігуристи.
Топ-10 неофіційного національного медального заліку:
| Місце | Країна     | Золото | Срібло | Бронза | Загалом |
| ----- | ---------- | ------ | ------ | ------ | ------- |
| 1     | Норвегія   | 6      | 6      | 2      | 14      |
| 2     | СРСР       | 5      | 5      | 3      | 13      |
| 3     | Франція    | 4      | 3      | 2      | 9       |
| 4     | Італія     | 4      | 0      | 0      | 4       |
| 5     | Австрія    | 3      | 4      | 4      | 11      |
| 6     | Нідерланди | 3      | 3      | 3      | 9       |
| 7     | Швеція     | 3      | 2      | 3      | 8       |
| 8     | ФРН        | 2      | 2      | 3      | 7       |
| 9     | США        | 1      | 5      | 1      | 7       |
| 10    | Фінляндія  | 1      | 2      | 2      | 5       |

## Результати змагань

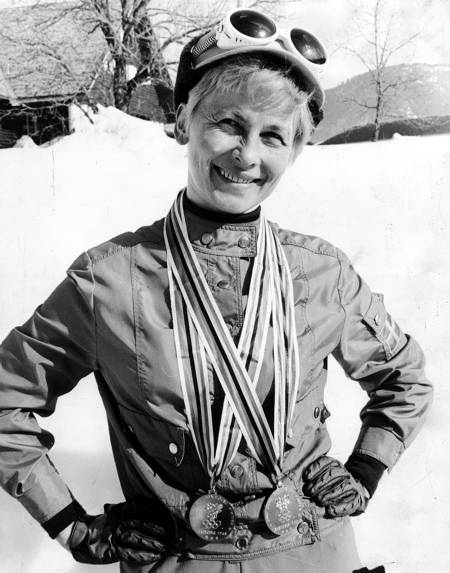
Шведська лижниця Тойні Густафссон завоювала 2 золоті та 1 срібну медалі (1968)

Радянські спортсмени виступили невдало, здавши свої позиції в лижному спорті і швидкісному бігу на ковзанах. Якщо в на попередніх зимових Олімпійських іграх 1964 в Інсбруку в цих видах спорту на рахунку команди було 8 золотих медалей, то в Греноблі було завойовано лише 2. І це притому, що несподівану перемогу здобув у стрибках з 90-метрового трампліна Володимир Бєлоусов, який зумів в важкій боротьбі випередити переможця змагань на 70-метровому трампліні чехословацького спортсмена Їржі Рашку.
Загальний успіх у лижних гонках супроводжував норвежців та шведів. Тридцятирічна шведська спортсменка Тойні Густафссон, яку не відносили до числа фавориток, завоювала дві золоті медалі в гонках на 5 і 10 км. Норвежці виграли ще чотири золоті медалі в змаганнях лижників — перегони на 15 і 50 км у чоловіків, а також обидві естафети. Сенсацією змагань лижників стала перемога на 30-ти км дистанції італійця Франко Нонеса, який випередив норвежця Одда Мартінсена майже на хвилину. Це була перша перемога представника південної країни в лижних перегонах.
У швидкісному бігу на ковзанах слабкий виступ радянських спортсменів не зменшив суперництва. Найгостріша боротьба точилася між ковзанярами Нідерландів, Норвегії, Швеції та Фінляндії. Нідерландські спортсмени завоювали 3 золоті медалі, представники команди США, Норвегії, Німеччини, Швеції та СРСР — по одній медалі.
Драматично склалися змагання в бобслеї (четвірка). Після чотирьох спроб команди Німеччини та Італії мали однаковий результат. В останній, п'ятій спробі сильнішими виявилися італійці на чолі з пілотом Еудженіо Монті. Монті двічі ставав срібним призером (1956), двічі бронзовим (1964) і лише в Греноблі зумів виграти золоту медаль. 1964 року його нагороджено медаллю Кубертена за високі спортивні якості.
У жіночому одиночному катанні блискучу перемогу здобула «королева льоду» Пеггі Флемінг. У парному фігурному катанні на ковзанах вдруге поспіль переможцями стали Людмила Бєлоусова та Олег Протопопов. Їх головними суперниками на цих змаганнях були інші радянські спортсмени Тетяна Жук та Олександр Горелік, які здобули срібні медалі.
Успішно виступили також біатлоністи СРСР: золота медаль в естафеті 4х7, 5 км і срібна (Олександр Тихонов) у гонці на 20 км.
Попри поразку в матчі з чехословацькою командою (4:5), хокеїсти СРСР зуміли здобули золоті медалі, перегравши інших суперників.
У змаганнях на одномісних санях серед жінок перше місце виборола італійка Еріка Лехнер. Медаль їй дісталася тому, що 3 провідні саночниці з команди НДР були дискваліфіковані за незаконне нагрівання полозів.

## Церемонія закриття
На церемонії закриття був присутній прем'єр-міністр Франції Жорж Помпіду, делегація МОК, на чолі з президентом, представники Міжнародних спортивних організацій та багато інших офіційних осіб, представників преси і глядачів. Спортсмени Франції — країни-організатора Ігор, показавши високі результати під час змагань (9 медалей, з них 4 золоті) завоювали третє місце після Норвегії та СРСР, провідних країн на зимових Олімпійських іграх.
На церемонії закриття X зимових Олімпійських ігор була мала Олімпійська чаша, в якій горів Олімпійський вогонь. Це надавало офіційній церемонії емоційніший, радісний характер її проведення. На флагштоках центральної арени підняли державні прапори Франції і Японії, після чого виконали державні гімни цих країн. Президент МОК виступив з урочистою промовою, в якій подякував президенту Франції, представникам НОК та Організаційному комітету, а також владі Гренобля за високу організацію Олімпійських ігор, а потім оголосив про закриття Олімпійських ігор. Естафету передали Японії — країні-організатору XI зимових Олімпійських Ігор 1972 року.